# Das Ei und ich (Film)
Das Ei und ich (Originaltitel The Egg and I) ist eine US-amerikanische Literaturverfilmung unter der Regie von Chester Erskine. Claudette Colbert und Fred MacMurray spielen ein junges Ehepaar, das von der Stadt aufs Land umzieht, um eine Hühnerfarm zu gründen, was zu allerhand Turbulenzen führt. Die Verfilmung geht zurück auf Betty MacDonalds gleichnamige autobiografische Erzählung von 1945, die innerhalb eines Jahres mehr als eine Million Mal verkauft wurde.

## Handlung
Während er sich eines Morgens rasiert, kommt Bob MacDonald die Idee, dass er die Stadt gern verlassen würde, um auf dem Land eine Hühnerfarm zu gründen. Als er seine junge Frau Betty davon in Kenntnis setzt, hält deren Begeisterung sich in Grenzen. Da Bobs Herz jedoch daran hängt, schiebt sie ihre Bedenken beiseite und so starten sie einige Zeit später mit einem altersschwachen Wagen, vollgestopft bis zum Dach, in eine ungewisse Zukunft. Ihr neues Zuhause stellt sich als ziemlich heruntergekommen heraus, nicht nur dass das Dach undicht ist und der Ofen macht, was er will, hat die junge Frau auch mit weiteren Widrigkeiten zu kämpfen. Bob jedoch kümmert das nicht sehr, er macht schon Pläne für die Zukunft und stellt sogar schon einen Zeitplan für seine beabsichtigte Viehzucht auf. Hilfreich erweisen sich ihre unmittelbaren Nachbarn, die Eheleute Kettle, die Bob Material leihen für seinen zu bauenden Hühnerstall. Gerade als Betty an ihrem Herd steht, sieht sie zwei Gesichter am Fenster, die ihr einen gehörigen Schrecken einjagen. Die Männer stellen sich als die Indianer Geoduck und Crowbar vor, sie seien gekommen, um Fische zu verkaufen. Als Betty etwas später einen verzweifelten Kampf mit dem Schwein Cleopatra führt und schlammbespritzt ist, taucht Harriet Putnam, eine zweimal geschiedene, sehr glamouröse Frau auf. Ihr gehört die benachbarte „Bella Vista“–Farm, die modernste und bestgeführte im Umkreis. Bettys nächster Besucher ist Billy Reed, ein Handlungsreisender, der sie von den Vorzügen seiner Waren überzeugen will. Dann stellt sich noch Tom Kettle vor, der Betty einfach nur helfen will und ihr dabei von seinem Traum erzählt, dass er aufs College gehen möchte. Als Betty sich bei seinen Eltern für Tom einsetzen will, wird sie auf ihrem Weg dorthin von dem Fahrzeug von Birdie Hicks, in dem sich auch Birdies Mutter befindet, mitgenommen. Die exzentrische alte Mrs. Hicks prophezeit Betty, dass sie und ihr Mann auf dem Bauernhof scheitern würden. Als Betty dann bei den Kettles eintrifft, wird sie von einer ausgelassenen Kinderschar und zahlreichen Tieren begrüßt. Als sie Toms Traum zur Sprache bringt, erfährt sie von Ma Kettle, die etwas unorthodox ist, aber ein riesengroßes Herz hat, dass die gesamte Familie von Bobs Verdienst abhängig sei.
Als das junge Paar einer Einladung von Harriet Putnam auf ihr beeindruckendes Anwesen, die „Bella Vista“– Farm, folgt, flirtet Harriet so ungeniert mit Bettys Mann, dass die junge Frau Eifersucht verspürt. Harriet scheut nicht davor zurück, Bob ihr Hochzeitskleid vorzuführen und ihn dazu zu bringen, in einen Smoking zu schlüpfen, um dann mit ihm zu tanzen. Unterbrochen wird Harriets Vorstellung von Mr. Henty, einem Eiergroßhändler, der aber unverrichteter Dinge weiterzieht. In der Folgezeit hält Bob sich ziemlich oft auf „Bella Vista“ auf, was er damit begründet, dass es um einen wichtigen Liefervertrag mit dem Eiergroßhändler Henty gehe.
Bald darauf findet ein Gemeindeball statt, zu dem Ma Kettle, die inzwischen zu einer mütterlichen Freundin von Betty geworden ist, ihr ein neues Kleid schneidert und einen von ihr gefertigten wunderschönen Quilt schenkt. Betty wird oft zum Tanz aufgefordert, muss jedoch missmutig mit ansehen, dass sich Harriet wieder mal ausschließlich an Bob hält. Es kommt zum ersten richtigen Krach zwischen dem jungen Ehepaar. Der Ball findet ein abruptes Ende dadurch, dass der Sheriff erscheint und mitteilt, dass Pa Kettles Scheune (wo er heimlich Schnaps brennt) Feuer gefangen habe, das sich inzwischen zu einem Waldbrand ausgeweitet habe, so dass das gesamte Tal bedroht sei. Als der Wind dreht, steuert das Feuer auf Bob und Bettys Farm zu. Ihren verzweifelten Kampf gegen das Feuer verlieren sie. Es vernichtet alle Nebengebäude und ihre angelegten Kulturen. Betty zuliebe will Bob aufgeben und zurück in die Stadt ziehen, damit sie es wieder etwas leichter habe. Betty bemerkt jedoch seine große innere Trauer, und wie schwer es ihm fällt, Abschied von seinem Traum zu nehmen. Sie lässt Bob wissen, dass sie nicht aufgeben und es zusammen schon schaffen würden. Am nächsten Morgen machen die MacDonalds eine wunderbare Erfahrung. Die Nachbarn haben gesammelt, alle wollen beim Wiederaufbau der zerstörten Gebäude helfen und jeder hat etwas mitgebracht, um das junge Paar zu unterstützen. Auch der Eiergroßhändler Henty ist gekommen und bietet Bob einen Zweijahresvertrag über die Abnahme von Eiern an.
Betty schafft es, den Quilt, den Ma Kettle, ihr geschenkt hat, bei einer Auslobung auf dem Bezirks-Jahrmarkt prämieren zu lassen. Den erzielten Gewinn gibt sie an Ma Kettle weiter. Damit soll Toms Traum vom Collegebesuch wahr werden. Als Betty kurz darauf ohnmächtig wird, meint Ma unverblümt, sie sei garantiert schwanger. An diesem Abend will die junge Frau ihren Mann bei einem besonderen Essen mit der frohen Botschaft überraschen. Bob kommt jedoch nicht, sondern schickt nur einen Brief durch den Chauffeur der „Bella Vista“–Farm, in dem er erklärt, dass es spät werden könne. Daraufhin packt Betty ihre Koffer und reist zurück in die Stadt zu ihrer Mutter. Zahlreiche Briefe, die Bob ihr in der Folgezeit schickt, lässt sie ungeöffnet zurückgehen. Nachdem Betty einer Tochter das Leben geschenkt hat, will sie Bob das Kind zumindest zeigen und fährt zu ihm aufs Land. Am Bahnhof nimmt sie sich mit dem Kind im Arm ein Taxi und bittet den Fahrer, zu Bobs Haus zu fahren. Als die junge Frau bemerkt, dass er sie zur „Bella Vista“–Farm gefahren hat, ist sie empört. Dann jedoch erfährt sie die wahren Hintergründe jener Nacht, in der sie Bob verließ. Er hatte seinerzeit hartnäckig darum gerungen, Harriet die Farm abzukaufen, was ihm letztendlich auch gelungen war. Erleichtert stellt sie Bob seine kleine Tochter vor, und eine Umarmung besiegelt ihr neues Glück zu dritt.

## Hintergrund
Die Dreharbeiten fanden im kalifornischen Bundesstaat Santa Clarita sowie in den Universal Studios in Universal City statt. Premiere hatte der Film in den USA am 21. März 1947 in Los Angeles, am 24. April 1947 kam er in die New Yorker Kinos und im Mai lief er in weiteren Kinos in den USA an. In Deutschland war er das erste Mal am 15. Juli 1948 in verschiedenen Städten der Bizone zu sehen, in Österreich startete er am 9. Juli 1948.
Betty MacDonalds Buch war in den USA über 18 Monate in den Bestseller-Listen. Auch der Film erwies sich an der Kinokasse als sehr populär und spielte über 5,75 Mio. US-Dollar ein. Das Studio nutzte die Popularität der beiden Nebencharaktere von Ma und Pa Kettle (Marjorie Main und Percy Kilbride), um daraus eine Serie von insgesamt acht Filmen bis Mitte der 1950er-Jahre zu machen, die die Abenteuer der beiden in den Fokus stellen.
Die Rolle der „Harriet Putnam“ existierte allerdings in Betty MacDonalds semi-autobiografischem Roman nicht, sie wurde extra für den Film als Gegenpart geschaffen. Es war das erste Mal, dass der ehemalige Dramatiker Chester Erskine und Fred F. Finklehoff einen Film nach eigenem Drehbuch produzierten. Für Victor „Vic“ Potel war es sein letzter Filmauftritt, er starb am 8. März 1947. Der Erlös aus der Premiere des Films in Los Angeles ging an den Damon-Runyon-Fonds für Krebsforschung. Am 5. Mai 1947 strahlte Lux Radio Theater eine Version der Geschichte mit Fred MacMurray und Claudette Colbert aus. 1951 erstellte CBS eine TV-Serie mit Pat Kirkland und John Craven, basierend auf MacDonalds Roman.
Für Colbert und MacMurray, die seit 1934 ein populäres Leinwandpaar waren, war es der sechste von insgesamt sieben gemeinsamen Auftritten. Claudette Colbert schaffte mit dieser erfolgreichen Verfilmung zum letzten Mal den Sprung in die Liste der zehn kassenträchtigsten Stars. Es sollte der letzte durchschlagende finanzielle Erfolg für die Schauspielerin sein.

## Kritiken
Das Lexikon des internationalen Films meint, dass es sich um eine „muntere rustikale Alltagskomödie nach einem Bestseller-Roman“ handele.
Variety Staff meint sinngemäß, dass der Film sehr wenig aus den im Buch so amüsanten Situationen mache. Selbst die vermeintlich große Szene des Waldbrandes sei nicht glaubhaft. MacMurray laufe mit viel Routine durch seine Rolle und Claudette Colbert gelänge es nicht, glaubwürdig zu vermitteln, dass sie lieber auf dem Land als in der Stadt leben wolle. Einzig Percy Kilbride und Marjorie Main, die die Kettles spielen, würden durch ihr Gefühl und Verständnis für die Rollen, jedes Mal hohen Unterhaltungswert bieten, wenn sie auf der Leinwand erscheinen würden.
Bosley Crowther von der New York Times meinte sinngemäß, dass die Autoren Erskine und Finklehoffe von der Substanz des Buches wohl so eingeschüchtert gewesen seien, dass sie viel Potenzial verschenkt hätten. Als Folge seien konventionelle Bilder geschaffen worden, die zum Lachen reizen sollen und auf Miss Colberts Kosten gingen.

## Auszeichnungen
Bei der Oscarverleihung 1948 war Marjorie Main für ihre Rolle in Das Ei und ich als Beste Nebendarstellerin nominiert. Der Oscar ging an Celeste Holm für ihre Rolle in dem Film Tabu der Gerechten (Gentleman’s Agreement).